# Astro Bot
Astro Bot — компьютерная игра в жанре платформер, разработанная японской студией Team Asobi при поддержке Sony Interactive Entertainment. Релиз игры состоялся 6 сентября 2024 года.

## Игровой процесс
Astro Bot представляет собой 3D-платформер, где игрок управляет роботом по имени Астро. Игра состоит из более чем 80 уровней, разделённых на шесть галактик и 50 планет. Перемещение между галактиками осуществляется с помощью космического корабля «Dual Speeder», выполненного в форме контроллера DualSense для PlayStation 5. Астро также имеет доступ к новым способностям, которые могут разнообразить геймплей. Среди них — бульдог по имени Баркстер, дающий главному герою возможность проскакивать сквозь врагов и ландшафт, а также пара лягушачьих перчаток, позволяющих наносить удары на расстоянии и отталкиваться от определенных поверхностей. Кроме того, в конце каждой галактики предусмотрены битвы с боссами.
Роботы, впервые появившееся в технодемке Astro’s Playroom, навеянные разными персонажами из известных игр и франшиз PlayStation (например, God of War, Bloodborne, Horizon и Uncharted), стали полноценной частью в Astro Bot. Согласно информации, появившейся в официальном магазине PlayStation, в игре представлено более 150 «VIP-ботов», которых можно завербовать.

## Разработка и выпуск
Игра была анонсирована 30 мая 2024 года во время презентации State of Play. Первоначально действие игры должно было происходить в открытом мире, однако в итоге была выбрана концепция с отдельными планетами из-за большей вариативности, что позволило авторам придумать для каждого уровня свои отличительные черты. Прохождение кампании занимает 12-15 часов, вместо того чтобы гнаться за количеством контента, разработчики сделали упор на небольшом масштабе и насыщенности игрового процесса. Team Asobi стремились создать «незатянутый и весёлый платформер, который бы непрерывно развлекал игрока». Платформер был разработан за три года командой из шестидесяти человек. Важную роль сыграла химия между сотрудниками студии, так как многие из них работали вместе порядка десяти лет. На протяжении всей  разработки команда собиралась вместе каждые две недели, чтобы проанализировать прогресс и поиграть в актуальную сборку. В ходе собраний каждый участник мог рассказать, какой аспект игры ему нравится, а какой он хотел бы улучшить. По словам разработчиков, они активно делились идеями делая проект более увлекательным.
Astro Bot является самой высокооценённой игрой PlayStation на сайте OpenCritic, а также занимает там 1-е место среди всех когда-либо выпущенных эксклюзивов платформы. В первый же день весь тираж с дисками был полностью раскуплен в японском подразделении Amazon, аналитики прогнозируют высокие продажи игры в этой стране благодаря хвалебному сарафанному радио.
Astro Bot стал самым быстропродаваемым оригинальным платформером в Великобритании за последние 10 лет, уступив лишь играм серии Mario. Продажи платформера за первую неделю были на 21% выше, чем на у Ratchet & Clank: Rift Apart  2021 года. Astro Bot также опережает показатели последних проектов таких известных франшиз, как Sonic, Crash, Yoshi и Kirby.
Вскоре после релиза игры было объявлено о выходе бесплатного DLC с режимом скоростного прохождения, «уровнями посложнее», а также десятью новыми камео-ботами.

## Отзывы
| Сводный рейтинг       | Сводный рейтинг |
| Агрегатор             | Оценка          |
| --------------------- | --------------- |
| Metacritic            | 94/100          |
| OpenCritic            | 99%             |
| Иноязычные издания    |                 |
| Издание               | Оценка          |
| Destructoid           | 9/10            |
| Digital Trends        | 4.5/5           |
| Edge                  | 10/10           |
| Eurogamer             | 5/5             |
| GameSpot              | 9/10            |
| Hardcore Gamer        | 4.5/5           |
| IGN                   | 9/10            |
| Push Square           | 10/10           |
| Shacknews             | 10/10           |
| The Guardian          | 5/5             |
| VG247                 | 5/5             |
| Video Games Chronicle | 5/5             |
| Русскоязычные издания |                 |
| Издание               | Оценка          |
| 3DNews                | 10/10           |
| GameMAG.ru            | 9/10            |
| ITC.ua                | 9.5/10          |
| StopGame.ru           | Изумительно     |
| «Мир фантастики»      | (положительная) |
| «НИМ»                 | 8,8/10          |

Astro Bot получила восторженные отзывы от критиков, многие из которых назвали её одним из лучших платформеров в истории и новым стандартом для жанра, а главного героя — новым маскотом PlayStation. 99 % рецензентов портала OpenCritic рекомендовали игру, а её статус на сайте Metacritic составляет 94 балла из 100, что приравнивается к «всеобщему признанию». Обозреватели отметили высокую реализацию особенностей геймпада DualSense, а также безупречную производительность игры. Так, журналист издания Eurogamer похвалил «крайне высокую планку» реализации управления и креативность разработчиков: во время прохождения игроку предстоит «наклонять геймпад, дуть в него и не только». Обозреватель PlayStation LifeStyle назвал Astro Bot «настоящим оазисом в мире многочисленных сиквелов и бездушных игр», похвалив «идеальный» баланс сложности, высококачественную графику, музыку и обилие «пасхалок». По мнению рецензента VGC Astro Bot является «впечатляющим достижением» для жанра платформеров и «иконой PlayStation», которую можно сравнить исключительно с «самым лучшим приключением Марио». Редакция TrueGaming сочла Astro Bot «пожалуй, лучшим платформером, который создавала Sony», а в IGN проект приравняли к лучшими играми Nintendo, и отметив, что его «запала хватает до самого финала». Говоря о минусах издания ссылались на мелкие технические огрехи и отсутствие режима на скоростное прохождение. Редакция IXBT назвала платформер «технодемкой за пять тысяч рублей» отметив, что «это действительно хорошая, яркая и веселая игра» уровня «золотой эпохи гейминга», однако она «определенно не проект тысячелетия», который портят затянутые битвы с боссами и некоторые «глупые» игровые механики.
Astro Bot была признана «Игрой года» на церемонии The Game Awards 2024, также получив призы: «Лучший приключенческий экшен», «Лучшая семейная игра» и «Лучшая работа геймдиректора». Помимо этого платформер получил звание «Игры года» от редакции журнала Edge, а также был признан «Лучшей игрой года для PlayStation» (в свою очередь издателем года была признана студия Team Asobi). В начале 2025-го года Astro Bot стал триумфатором премии DICE Awards, победив в номинациях «Игры года» и «Лучшая семейная игра года», а также завоевав награды за «Достижения в геймдизайне», «Достижения в анимации» и «Технические достижения». Помимо этого, Astro Bot стала лауреатом премии Famitsu Dengeki Game Awards в категории «Лучшая игра в жанре экшн». По итогам года платформер получил более 100 наград в номинации «Игра года» став лидером по этому показателя среди конкурентов (ближайшим преследователем стала Final Fantasy VII Rebirth с 37 наградами).